# Wheel Squad
Wheel Squad, conosciuta in Italia anche con il titolo Rollermania, è una serie televisiva a cartoni animati prodotta dalla M6 Metropole, RAI, France Animation e Praxinos. Racconta di quattro ragazzi, Jessica, Akim, Bob e Johnny, amanti dello skateboard, delle biciclette e dei pattini a rotelle e proteggono la loro comunità dai vandali.
Il cartone è andato in onda in Francia su M6 dal 6 settembre 2000, e in Italia dal 17 ottobre 2002 al 17 luglio 2003 su Rai 1.

## Trama
Persa nel mezzo di una metropoli di vetro e cemento, si trova la "collina", un'isola incontaminata. I suoi abitanti vivono una vita relativamente tranquilla, fatta di piccoli e grandi problemi quotidiani. Le persone sanno di poter contare sulla Wheel Squad, un gruppo di quattro ragazzi legati da una forte amicizia. Jessica, Akim, Bob e Johnny sono sempre presenti quando si tratta di sanare delle ingiustizie. Gli ostacoli che dovranno affrontare sono molti: per primo la presenza dei Cobra, una banda rivale che crea problemi. Per quanto riguarda Enzo, il braccio destro del ricco signor Rotter, non cessa mai di mettere i bastoni tra le ruote alla squadra per evitare che questi "intrusi" indaghino nei suoi loschi traffici.

## Personaggi

### Protagonisti
- Akim Soaub: È il leader della Wheel Squad. Come Jessica, Akim eccelle sui pattini a rotelle. È figlio maggiore, e ha più fratelli di qualsiasi altro membro del Wheel Squad. Suo padre possiede il locale negozio di alimentari.
- Jessica: È l'unica ragazza (se non si conta Emilie) della Wheel Squad. Sogna di diventare un'attrice ed è disposta persino alle recite scolastiche, pur di coronare il suo sogno. Suo padre lavora in Inghilterra; ha fatto solo un'apparizione durante la serie. Quando la madre gli ha minacciati di lasciare la città, a causa della mancanza di risorse economiche per ristrutturare il suo salone di bellezza, finse un appuntamento con Akim (che è ignaro del fatto di Jessica lo ama davvero) così, dichiarandosi, lei sarebbe rimasta. Una volta aveva partecipato ad un concorso di pattinaggio su ghiaccio dove venne insultata da un gruppo ragazze. Quanto ai Wheel Squad, si mascherava da maschio, non poteva dire che era una femmina, così sua madre la rimproverava dicendogli che non era in condizione di lamentarsi poiché si comportava e si vestiva come un ragazzo che chiede aiuto a Emilie. È molto abile sui pattini a rotelle.
- Bob Gueya: Discendente di schiavi africani, è uno dei membri del gruppo. È l'unico della Wheel Squad (se non si conta Emilie) piuttosto scarso sui pattini a rotelle. Venne assoldato nel momento in cui la squadra decise di catturare un ladro che ogni tanto rubava presso World-Mart. Così crearono una squadra di pattinaggio, dato che ogni squadra aveva bisogno di quattro membri. Anche se è scarso sui pattini, è comunque esperto di biciclette.
- Johnny: È l'esperto di skateboard del gruppo. È un artista eccellente: per evitare che i genitori lo inviassero alla scuola estiva decise di dipingere la parete frontale della scuola. In questo modo aumentò la media dei suoi voti della scolastici.
- Emilie Rotter: È una ragazza ricca, amica della Wheel Squad. È bionda, si veste spesso in blu, e può permettersi oggetti più lussuosi, grazie al suo patrigno, ricco proprietario di World-Mart. È viziata, non molto brava sui roller, per questo non viene di solito considerata membro della Wheel Squad, nonostante i suoi molti tentativi di unirsi alla banda. Jessica si oppone all'idea che Emilie entri nella Wheel Squad ed è la più riluttante ogni volta che richiede il suo aiuto.

### Avversari
- I Cobra: sono dei vandali locali, disposti a fare qualsiasi cosa per denaro, persino costringendo i ragazzi nelle loro scorribande distruttive. Questi sono Willy, Cactus ed Alex.
  - Willy: Il leader del gruppo. È colui che progetta le incursioni.
  - Cactus: Un ragazzo basso e magro, allergico, attraverso i diversi episodi della serie, a tantissime cose.
  - Alex: L'elemento apparentemente più stupido dei Cobra: indossa una tuta rossa con un cappuccio.
  - Quarto membro: In un episodio Jessica ha avuto una cotta per un ragazzo, rivelatosi essere il quarto membro dei Cobra, assoldato solo per il fatto che le squadre avrebbero dovuto essere tutte di quattro membri.

### Altri personaggi
- Il Sig. Rotter: Il proprietario del World-Mart. È un rispettato uomo d'affari e patrigno di Emilie. Tratta Emilie come se davvero fosse suo padre. Mentre lei sa che Rotter non è il suo padre biologico, del quale peraltro non se ne è mai sentito parlare, dimostra il fatto che lei descrive Rotter come il suo patrigno ogni volta che lo menziona nelle conversazioni con i suoi amici. Il Sig. Rotter ha una collezione di cravatte, e le cura a tal punto che preferisce stirasele da solo.
- Enzo: È il gestore del World-Mart. Spesso approfitta di questa posizione per guadagni illeciti, ma la squadra sventa i suoi piani. Alcuni di questi includono l'acquisto di vernice di bassa qualità da vendere segretamente quando il signor Rotter gli ordina di buttarla via. Comunque il piano incontra un ostacolo, quando Emilie, sapendo che Johnny ha bisogno di un po' di vernice per una scuola suggerisce il signor Rotter di donarla per migliorare la sua immagine pubblica.
- Hool ed Igan: Sono i seguaci di Enzo. Sono spesso più dannosi dei piani del suo capo e i Wheel li perseguitano senza successo. Non sono molto intelligenti.
- Sig. Grunt: È il vicino brontolone dei Wheels. È molto scortese ed è sempre accompagnato dal suo cane domestico Bruto, ma in fondo non è così male e ama gli animali. Il suo nome è George.
- Rosalie: È la zia di Jessica. È una vecchia vedova che vive da sola in un appartamento con la gatta Marilyn. Lavora come attrice in un vecchio film.
- Sheeba: È il proprietario della lavanderia del quartiere. È un amico dei Wheel ed è di origine cinese.
- Sig. e Sig.ra Pukowiski: Sono una coppia di anziani sempre a litigare, talvolta più scontrosi di Mr. Grunt.
- Sig.ra Nadia Frank: È l'insegnante di matematica dei Wheel. Di tanto in tanto li aiuta in alcune situazioni. Nadia è sposata e ha una figlia di nome Angela.
- Tom: È il fratello più giovane di Bob. È molto ingenuo e cerca sempre di seguire il fratello nelle sue avventure. Vive con i suoi amici, e per avere una bicicletta fa un mucchio di promesse.
- Samir: È uno dei più giovani fratelli di Akim. Come Akim è un grande pattinatore, ma la sua semplicità d'animo ha messo spesso in imbarazzo il padre. Ha 10 anni.
- Malik: È un altro fratello Akim. Ha i suoi stessi capelli, cosa che, presso i Cobra ha generato confusione. È un pattinatore.
- Lukya: È un'altra sorella di Akim. Poco si sa di lei al di là del fatto di essere brava sui pattini, come suo fratello.
- Arthur: È il fratello minore di Akim di solo 1 anno.
- Sig. Souab: Padre di Akim. Samir si vergogna di non avere un buon lavoro, come i genitori del suo amico, ma in fondo lei lo ama.
- Noria: Madre di Akim. Lavora come casalinga e aiuta il marito nel loro negozio di alimentari. È sempre preoccupata per i suoi figli, ritiene, forse a ragione che siano spesso in pericolo.
- Tony: È il fratello maggiore di Bob e Tom; lavora lontano dalla collina, per cui è costretto a tornare a trovare la famiglia solo a Natale. Una volta venne arrestato.
- Sarah: Era una ragazza skater che, smascherata dai Wheels: ogni tanto rubava presso World Mart in quanto la sua famiglia era molto povera. Pentita di ciò che aveva fatto, riesce ad ottenere un lavoro nello stesso World Mart.
- Matt: Era un ragazzo molto studioso, che odiava lo sport finché conosce Samir e gli fa cambiare idea.
- Alexandra: È una ragazza sulla sedia a rotelle, che in un primo momento aveva cercato di convincere Akim da sfuggire dai Cobra e di partecipare ad un concorso.

## Elenco degli episodi

### Prima Serie
1. La scuola delle ruote
2. Seguire il sentiero
3. Scivoli e attraverso
4. Una ragazza meravigliosa
5. Il biglietto della lotteria
6. Tempesta sulla collina
7. Il rodaggio al World-Mart
8. Un papà per Jessica
9. Angeli custodi
10. Un compleanno rotola
11. Non toccare il mio fratello
12. Tutti colpi sono permessi
13. Vedere per credere
14. Amore disattivato
15. Gli eroi per un giorno
16. Nessuno mi ama
17. La ribelle
18. Una concorrenza sleale
19. Natale a casa
20. L'inquinamento non sta giocando
21. I colori del college
22. Il campione
23. Un ruolo di primo piano
24. La scomparsa di Bruto
25. La raccolta
26. Un ritorno sui coprimozzi

### Seconda Serie
1. S.O.S Cobra
2. Una persona buona
3. L'ostinato
4. Baby Roller
5. Operazione Cenerentola
6. Il matrimonio
7. Il fantasma della collina
8. L'addio dei Wheel Squad
9. Emilie la ribelle
10. Valentine
11. Hoa
12. La furia delle diapositive

## Distribuzione
- Rai 1, Rai 2, Rai 3, Rai Gulp
- Disney XD
- Jetix, Antena 3, Clan TVE
- Network Ten

## Doppiaggio
| Personaggio    | Doppiatore originale | Doppiatore italiano |
| -------------- | -------------------- | ------------------- |
| Jessica        | Brigitte Aubry       | Greta Bonetti       |
| Akim           | Emmanuel Fouquet     | Leonardo Graziano   |
| Bob            | Marjolaine Poulain   | Barbara Pitotti     |
| Johnny         | Thierry Bourdon      | Alessio De Filippis |
| Emilie         | Marjolaine Poulain   |                     |
| Cactus         |                      | Alberto Bognanni    |
| Il sig. Rotter | Yann Pichon          |                     |
| Enzo           | Philippe Roullier    |                     |
| Tom            | Danièle Hazan        | Monica Ward         |
| Lily           |                      | Dominetta Visconti  |